# Ordensschloss St. Georgen

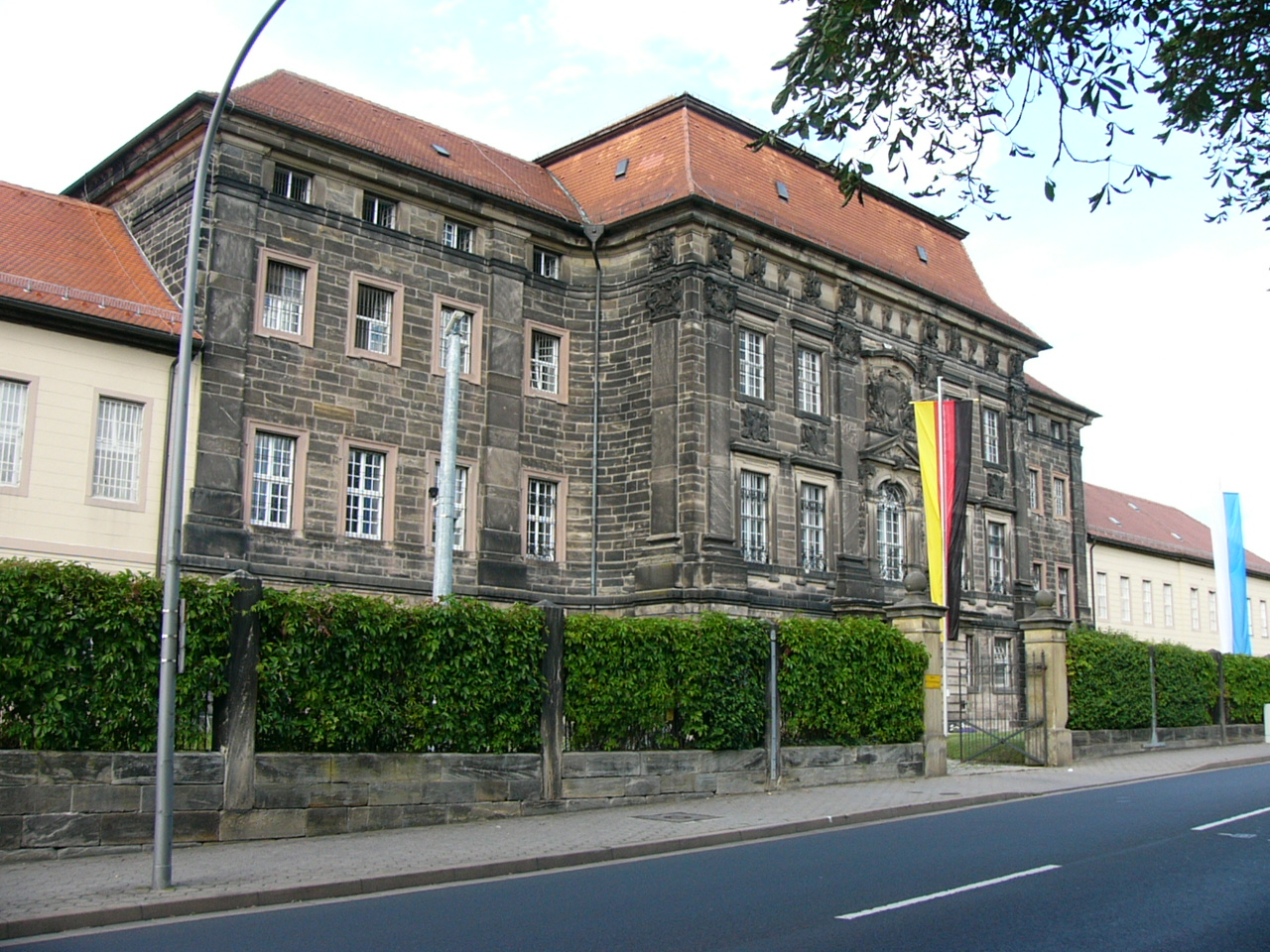
Ordensschloss Sankt Georgen

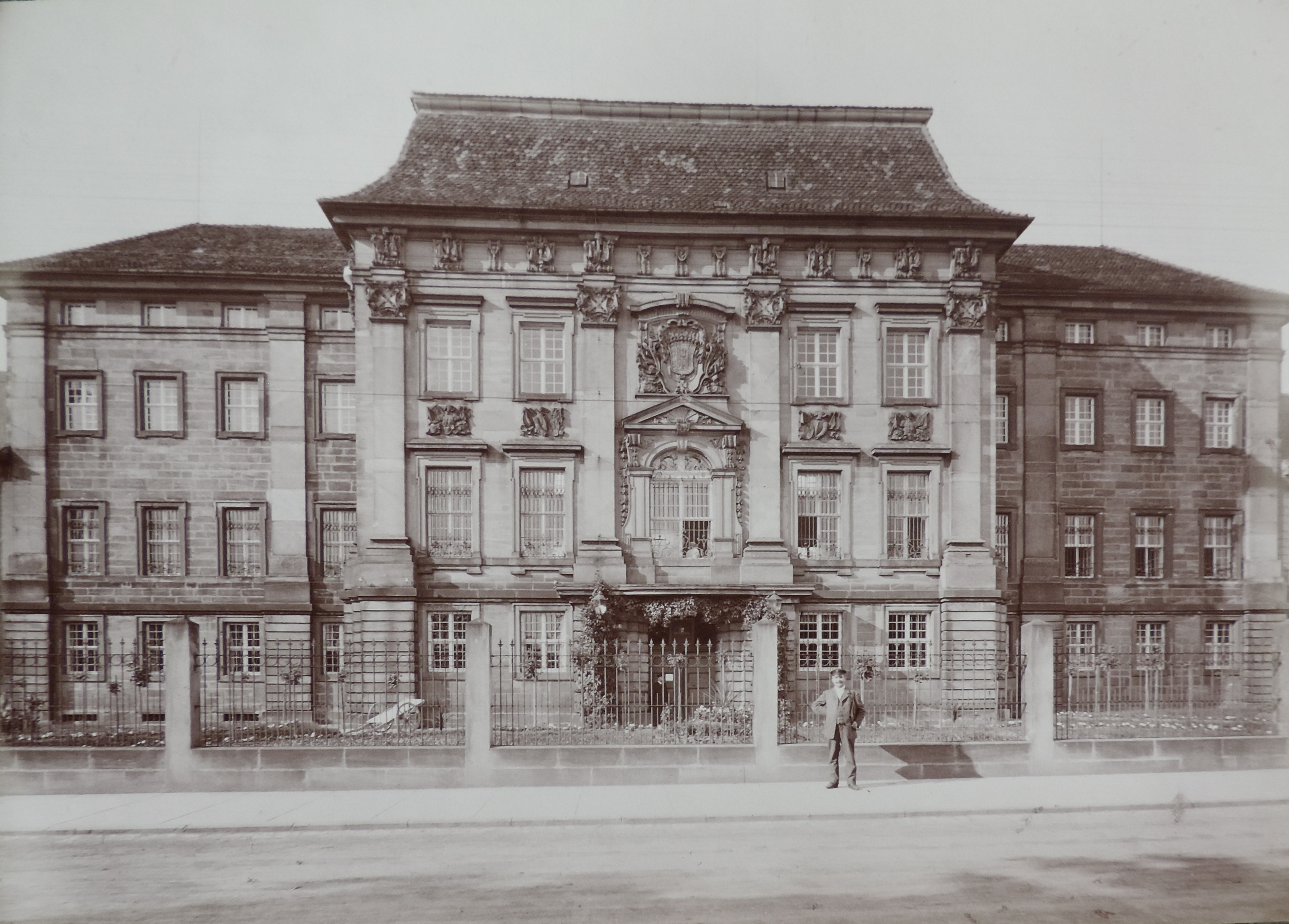
Ordensschloss um 1910

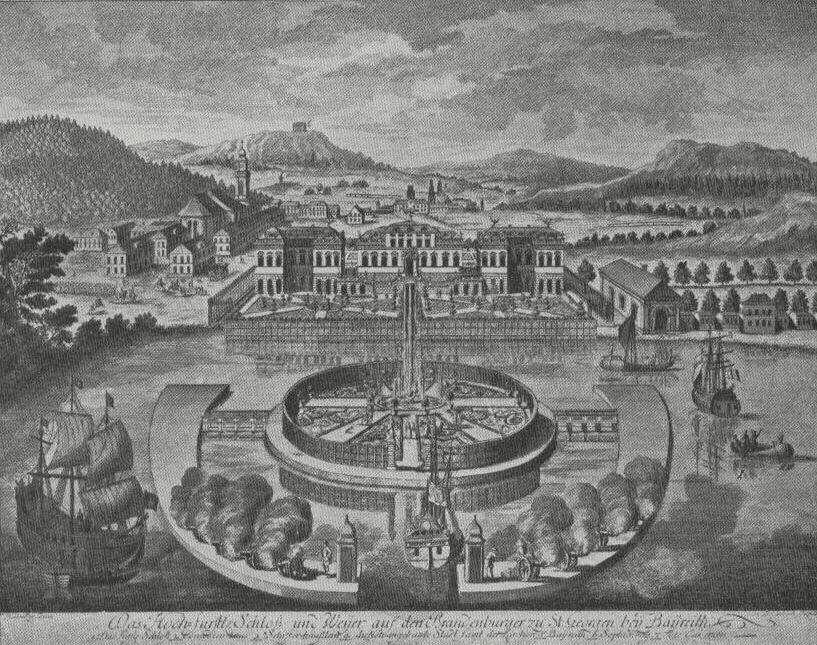
Kupferstich der Nordseite des Schlosses und des Brandenburger Weihers

Das Ordensschloss St. Georgen ist eine Schlossanlage in Sankt Georgen, einem Stadtteil von Bayreuth.

## Geschichte
Als Erbprinz des Fürstentums Bayreuth gründete Georg Wilhelm aus dem Hause der fränkischen Hohenzollern die Vorstadt Sankt Georgen am See. In strenger barocker Symmetrie entstanden Straßenzüge mit repräsentativen Bauten.
Im Ordensschloss St. Georgen trafen am Georgstag und bei anderen Festlichkeiten die Ordensritter des Ordens de la Sincérité zusammen.
Lediglich von 1701 bis 1724 bestand das erste Schloss. Dessen Architekt war der fürstliche Oberbaumeister Antonio della Porta, ein Italiener aus der Gegend von Lugano. Die Bauleitung lag in den Händen des „Commissarius“ Johann Cadusch, eines Schweizers aus Graubünden. Nachdem es baufällig geworden war, wurde es abgetragen. Verantwortlich für die kurze Lebensdauer waren vermutlich die schnelle Bauzeit und der hohe Anteil an verbautem Holz statt besser geeigneter massiver Steinkonstruktionen. Der Nachfolgebau, der sich in die Seitenflügel des Vorgängerbaus einfügt, wurde unmittelbar nach Abtragen der Vorgängersubstanz begonnen und 1727 fertiggestellt. Architekt und Bauleiter war Johann David Räntz der Ältere, ein Sohn von Elias Räntz. Bauherr Georg Wilhelm erlebte die Fertigstellung nicht mehr, er starb 1726.
Bis zum Ende der Ära der Markgrafen war das Ordensschloss Lustschloss und Austragungsort vieler großer Veranstaltungen.
Eine der Hauptattraktionen war der Brandenburger Weiher. Dieser war ursprünglich zur Fischzucht angelegt worden und wurde im Zuge der repräsentativen Umgestaltung zur Inszenierung von Seespielen verwendet. In der Zeit von 1695 bis 1722 wurden sechs größere Segelschiffe gebaut. Sie waren luxuriös ausgestattet und für ihre Unterhaltung standen Mannschaften bereit. Der Weiher wurde 1775 stillgelegt, heute erinnern an ihn nur noch Straßennamen und Geländeunterschiede im Straßenverlauf.
1792 wurde das Fürstentum Bayreuth, und mit ihm Sankt Georgen, preußisch. Das Schloss wurde fortan als Lagerhaus und Kornspeicher genutzt. Im 19. Jahrhundert und während des Ersten Weltkriegs diente das Gebäude als Reservelazarett.

## Teil der Justizvollzugsanstalt
1897 wurde das Ordensschloss St. Georgen in die Justizvollzugsanstalt St. Georgen-Bayreuth integriert und beherbergt heute die Krankenabteilung mit einer Tuberkulose-Station. Eine Besichtigung des aufwendig restaurierten Ordenssaales ist daher nur in Ausnahmefällen möglich.

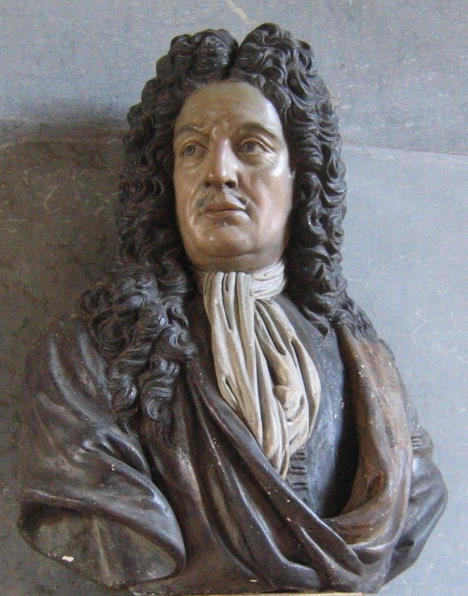
Georg Wilhelm
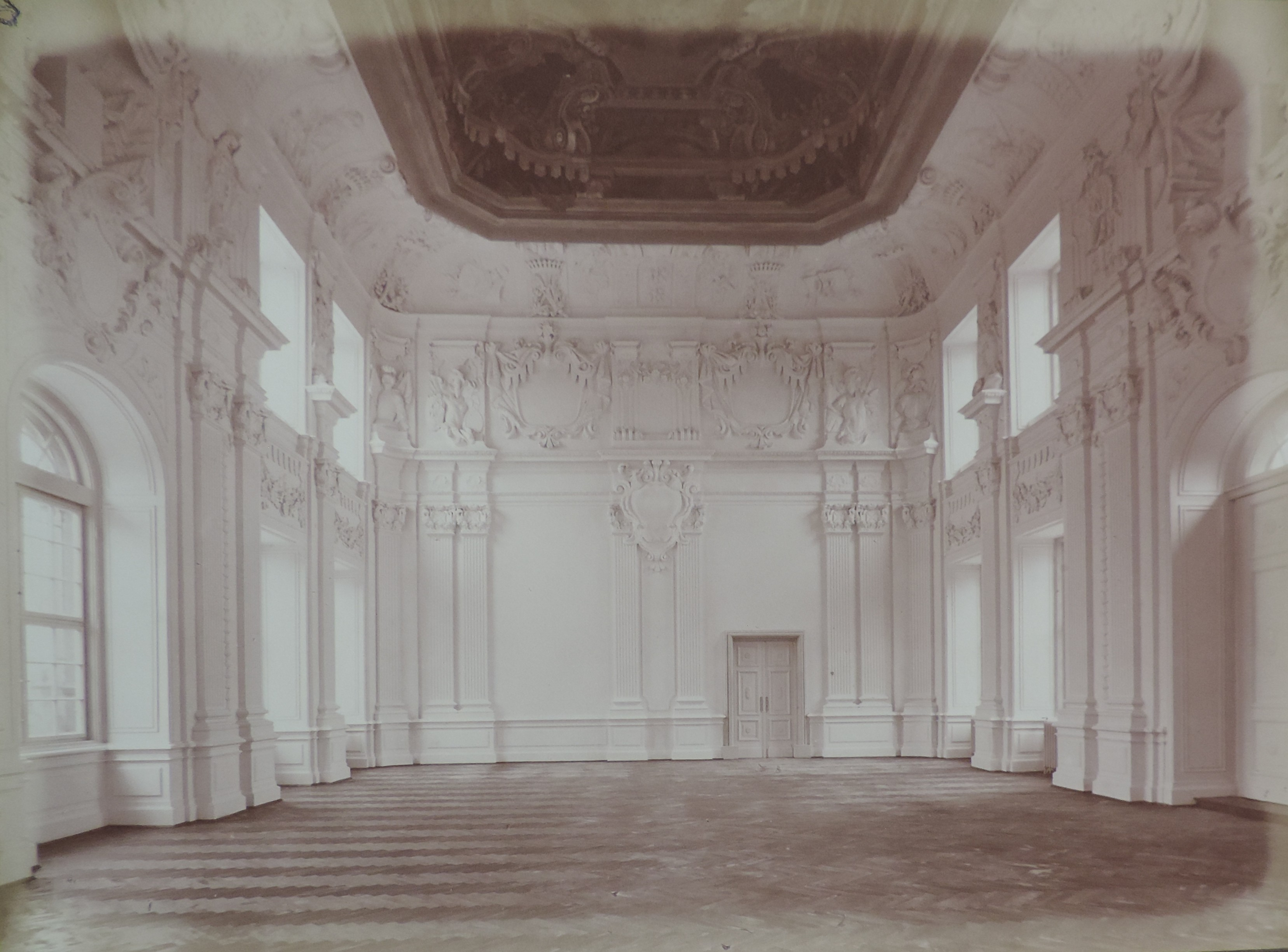
Hauptsaal, um 1910
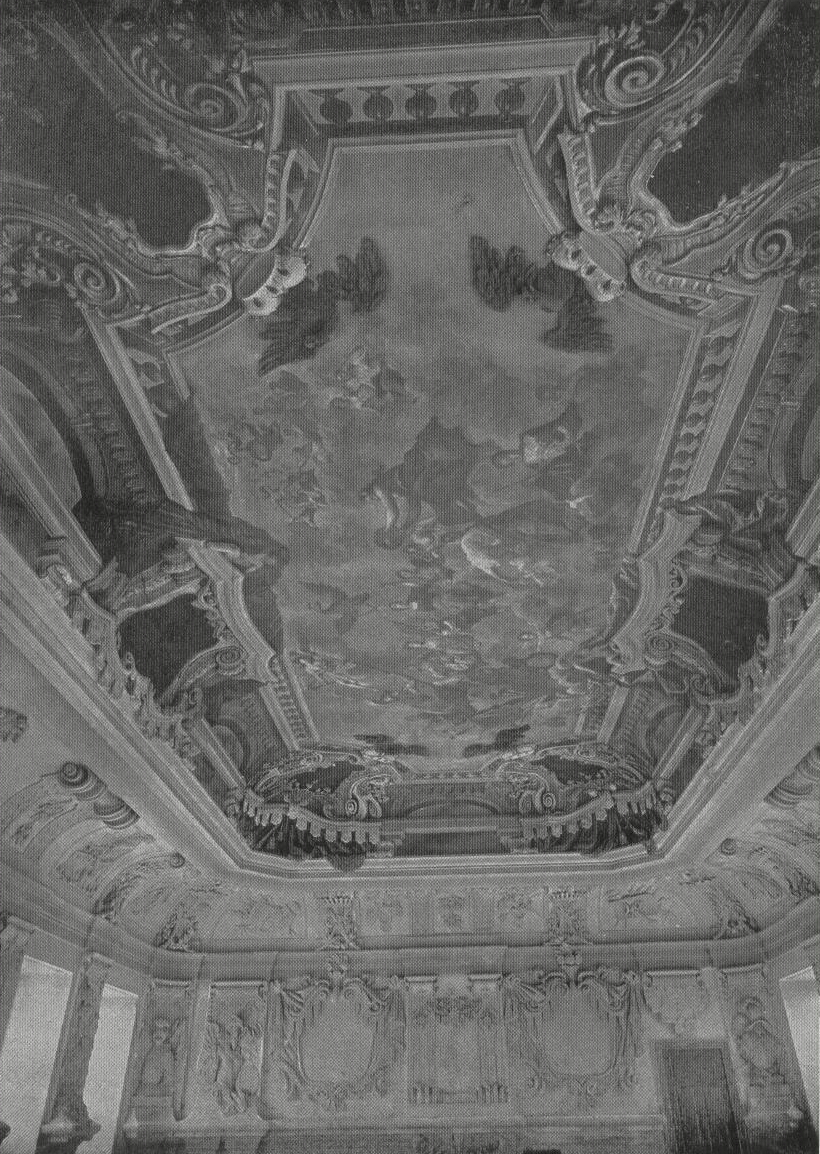
Deckenbild des Hauptsaales, 1902